# Lophiostoma armatisporum
Lophiostoma armatisporum är en svampart som först beskrevs av K.D. Hyde, Vrijmoed, Chinnaraj & E.B.G. Jones, och fick sitt nu gällande namn av E.C.Y. Liew, Aptroot & K.D. Hyde 2002. Lophiostoma armatisporum ingår i släktet Lophiostoma och familjen Lophiostomataceae.   Inga underarter finns listade i Catalogue of Life.